# Pamela Troya
Pamela Karina Troya Báez (Quito, 1982) es una política y activista lésbica y por los derechos humanos ecuatoriana. Es reconocida por haber iniciado en 2013 la batalla legal para legalizar el matrimonio entre personas del mismo sexo en Ecuador, que se logró en 2019. En el ámbito político, fue candidata a asambleísta y al Consejo de Participación Ciudadana y Control Social.

## Biografía
Realizó sus estudios superiores gracias a una beca en la Universidad San Francisco de Quito, donde obtuvo el título de licenciada en comunicación organizacional. Posteriormente formó parte y fue coordinadora de la agrupación de activismo LGBT «!Igualdad de derechos, ya!».
Inició su vida pública como asesora de la concejala Margarita Carranco en el Concejo Metropolitano de Quito. Desde ese puesto, trabajó en la creación de la ordenanza 240, que garantizó la protección por orientación sexual e identidad de género en la ciudad. Esta norma fue aprobada en diciembre de 2007 y con ella Quito se convirtió en la primera ciudad del país con una ordenanza de ese tipo.

### Batalla legal por el matrimonio igualitario
En 2013, Troya inició la agrupación Matrimonio Civil Igualitario Ecuador. El 5 de agosto de ese año, ella y su pareja acudieron a las oficinas del Registro Civil de Quito para pedir un turno para contraer matrimonio, con lo que comenzó la campaña para legalizar el matrimonio entre personas del mismo sexo en Ecuador. Esta petición fue rechazada por la entidad días después, citando la prohibición al matrimonio igualitario en la Constitución de Ecuador y en el Código Civil como motivo de la negativa. Como respuesta, Troya y su novia presentaron una acción de protección el 13 de agosto.
En septiembre del mismo año, la jueza civil Gloria Pillajo emitió un dictamen en el que rechazó la acción de protección. Troya  y su novia apelaron esa decisión, pero la Corte Provincial de Pichincha también negó la solicitud. El 24 de junio de 2014, ambas presentaron una apelación de última instancia ante la Corte Constitucional, organismo en el que la demanda pasó detenida durante años.
Tras la legalización del matrimonio entre personas del mismo sexo en el país en junio de 2019 gracias a los dictámenes constitucionales en los casos 11-18-CN y 10-18-CN, Troya finalmente pudo contraer matrimonio con su novia, hecho que tuvo lugar el 5 de agosto del mismo año, seis años después de que solicitaran casarse por primera vez. No obstante, ambas se divorciaron el 27 de septiembre de 2019, 53 días después de la boda.

### Trayectoria posterior
Para las elecciones legislativas de 2021, Troya fue una de las pocas candidatas abiertamente LGBT para la Asamblea Nacional. La activista se presentó a las elecciones en representación del partido Unidad Popular para ser asambleísta provincial por Pichincha. Aunque Unidad Popular apoyaba la candidatura presidencial del político ambientalista Yaku Pérez en dichas elecciones, Troya se posicionó a favor del socialdemócrata Xavier Hervas.
En febrero de 2022 ingresó a trabajar como subcoordinadora nacional de Transparencia en el Consejo de Participación Ciudadana y Control Social (CPCCS), donde se mantuvo laborando hasta septiembre del mismo año. Anteriormente, ya había trabajado en la entidad como asesora. Durante las elecciones del año siguiente, Troya fue candidata en la lista de mujeres al CPCCS, pero obtuvo el sexto lugar y no resultó electa.
En junio de 2024, Troya y el político Santiago Becdach presentaron una denuncia ante el Tribunal Contencioso Electoral en contra de cuatro integrantes del CPCCS (dos principales y dos suplentes) porque sus candidaturas habrían sido supuestamente promovidas por el Movimiento Revolución Ciudadana. El 3 de septiembre del mismo año, el tribunal dio la razón a los demandantes y destituyó a los consejeros señalados.